# Fagraea berteroana

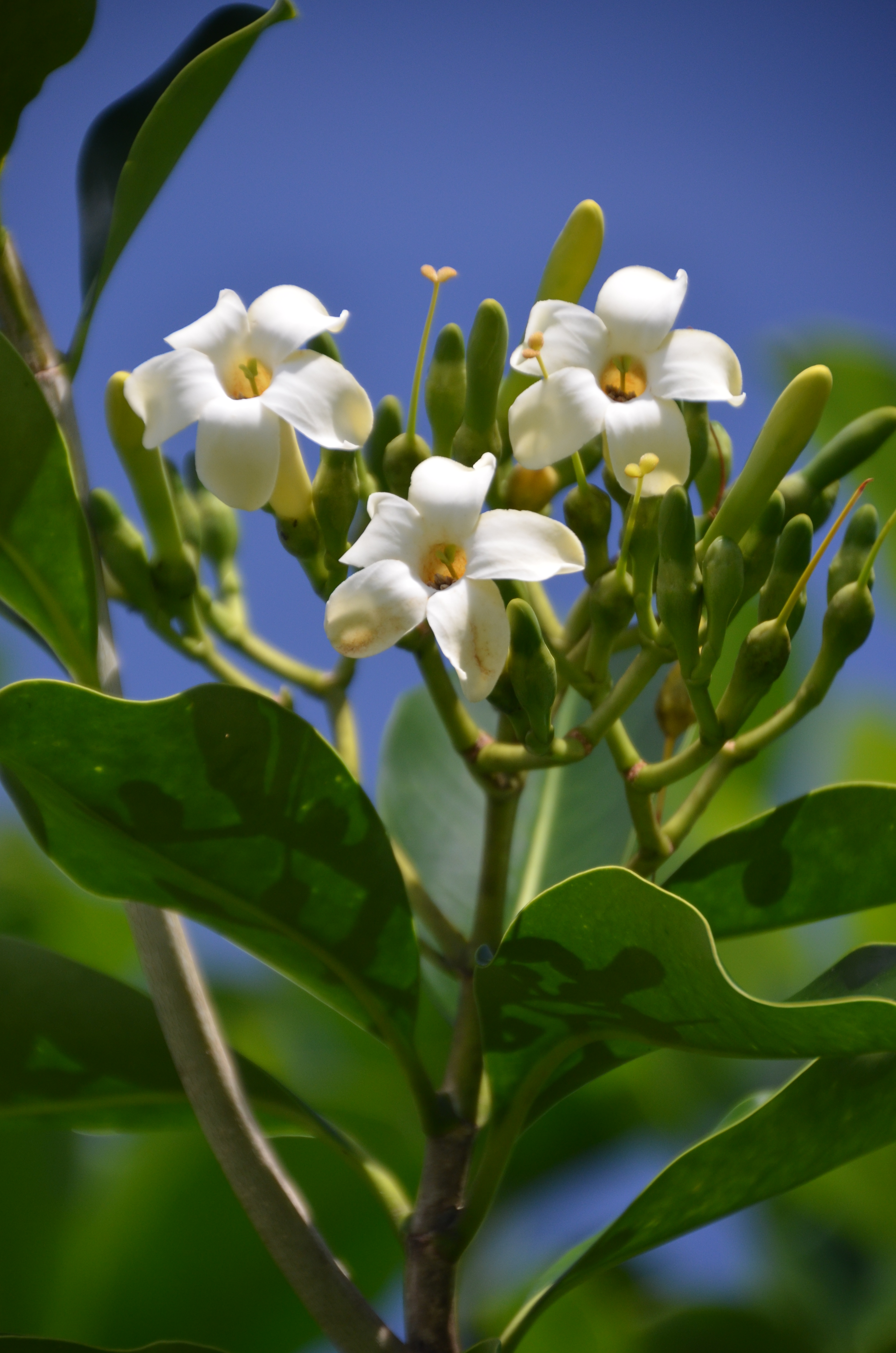

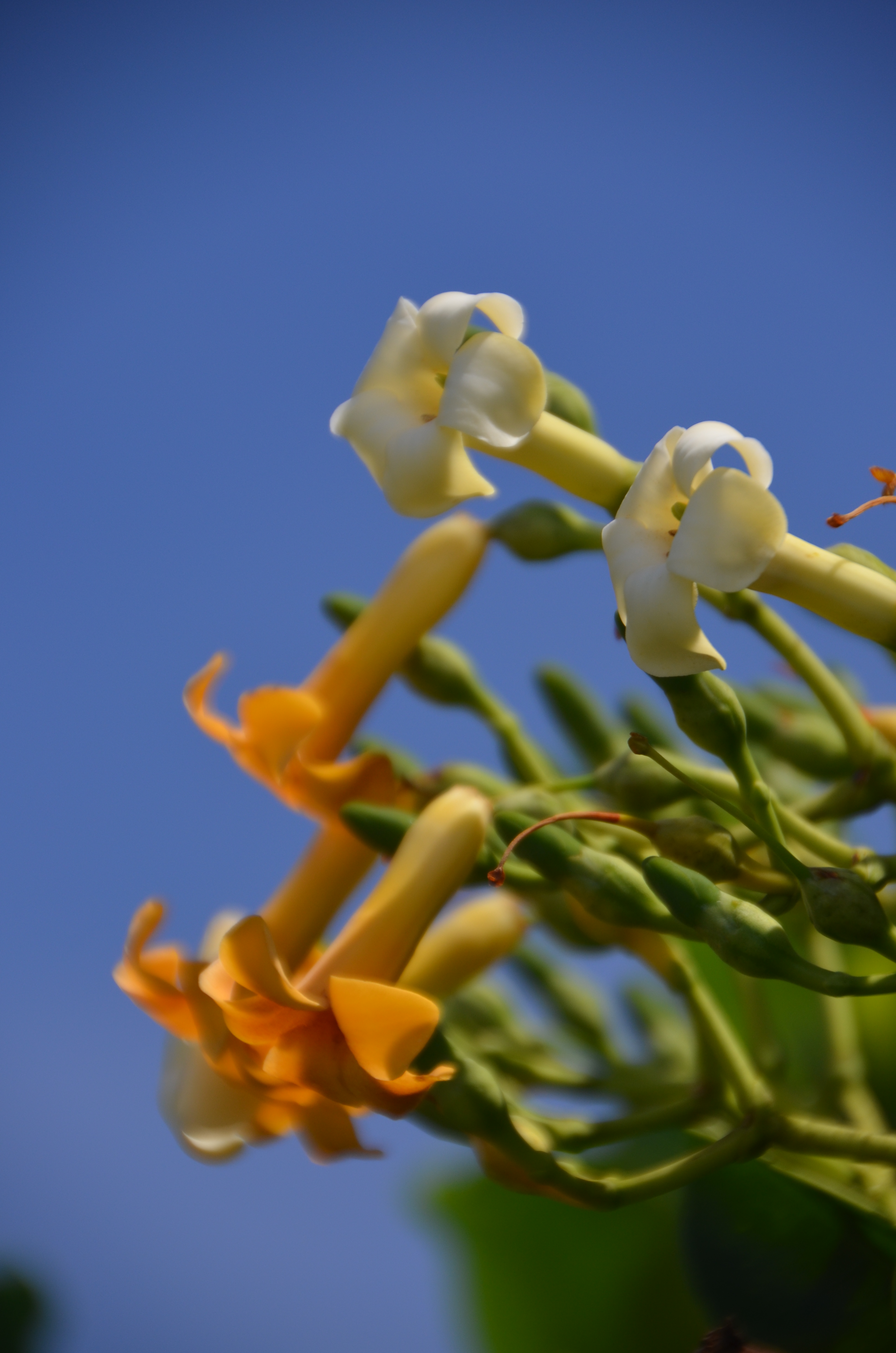

Fagraea berteroana (forma var. F. berteriana), popularmente conhecida como pua keni keni ou pua kenikeni, é uma pequena árvore espalhada ou um arbusto largo. É conhecida como pua-lulu nas Ilhas Samoa, e como pua em Tonga e Taiti.
É nativa do Pacífico tropical, variando de Queensland e da Papuásia (Nova Guiné, o Arquipélago de Bismarck, e Ilhas Salomão) até a Micronésia (Ilhas Carolinas, Ilhas Gilbert, e as Marianas), Vanuatu, Nova Caledônia, Fiji, e partes da Polinésia (Ilhas Cook, as Marquesas, Nauru, Niue, Ilhas Samoa, Ilhas da Sociedade, Tonga, Ilhas de Tubuai, e Wallis e Futuna).
O banco de dados do ITIS clarifica a ortografia do nome:
"Publicado como "berteriana" em homenagem a Bertero; corrigível para "berteroana" [...]".

## Descrição
A planta contém galhos quadrangulares, folhas de ponta obtusa e flores perfumadas de formato tubular de 7 cm, de cor branca cremosa, que ficam amarelas com o tempo.

## Uso cultural
Foi introduzida para o Havaí, onde as flores são populares por fazer o lei (guirlanda de flores). O nome da árvore, em Havaiano, significa "flor de dez centavos", referindo ao preço de venda de uma única flor no passado.